# Nhà Mát
Nhà Mát là một phường cũ thuộc thành phố Bạc Liêu, tỉnh Bạc Liêu, Việt Nam.

## Địa lý
Phường Nhà Mát nằm ở phía tây nam thành phố Bạc Liêu, có vị trí địa lý:
- Phía đông giáp xã Hiệp Thành
- Phía tây giáp huyện Hòa Bình
- Phía nam giáp Biển Đông
- Phía bắc giáp Phường 2 và Phường 5.

Phường Nhà Mát có diện tích 29,05 km², dân số năm 2022 là 11.178 người, mật độ dân số đạt 384 người/km².

## Hành chính
Phường Nhà Mát được chia thành 6 khóm: Bờ Tây, Chòm Xoài, Đầu Lộ, Đầu Lộ A, Kinh Tế, Nhà Mát.

## Lịch sử
Ngày 24 tháng 12 năm 2003, Chính phủ ban hành Nghị định số 166/2003/NĐ-CP về việc thành lập phường Nhà Mát thuộc thị xã Bạc Liêu trên cơ sở 2.439 ha diện tích tự nhiên và 9.237 nhân khẩu của xã Hiệp Thành.
Ngày 27 tháng 8 năm 2010, Chính phủ ban hành Nghị quyết số 32/NQ-CP về việc thành lập thành phố Bạc Liêu thuộc tỉnh Bạc Liêu. Phường Nhà Mát trực thuộc thành phố Bạc Liêu.
Ngày 16 tháng 7 năm 2019, UBND thành phố Bạc Liêu ban hành Quyết định về việc công nhận phường Nhà Mát đạt chuẩn phường văn minh đô thị giai đoạn 2016 – 2019.

## Kinh tế - xã hội

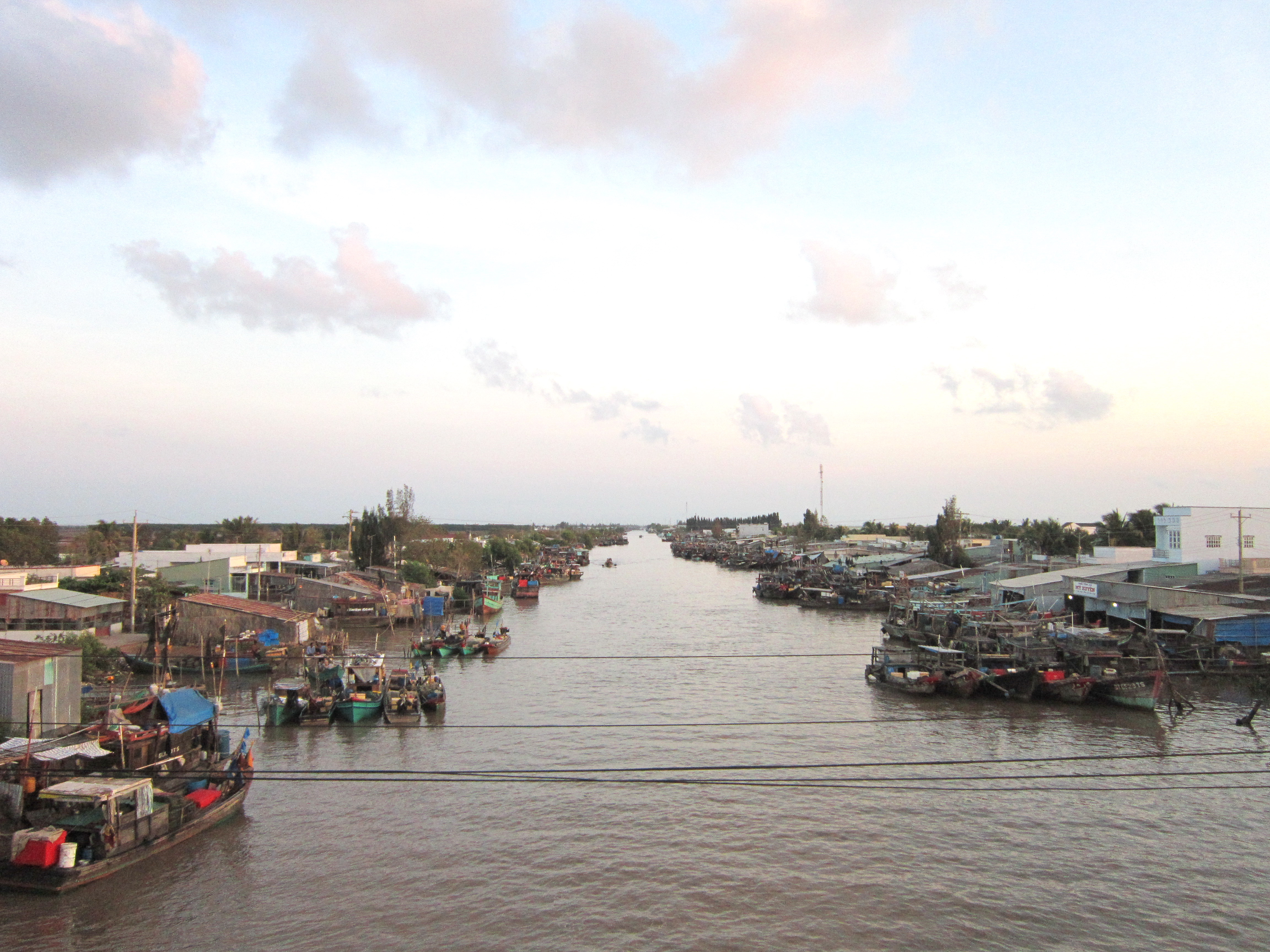
Kênh Nhà Mát

Dân số của xã theo thống kê tháng 4 năm 2019 là 11.263 người, trong đó dân tộc thiểu số là 1.046 người, chiếm 9,29%. Gồm 10.216 người Kinh, 703 người Khmer, 338 người Hoa,...
Cả phường có 92 đội dân quân tự quản. Đồn Biên phòng Nhà Mát quản lý và bảo vệ đoạn bờ biển 12,5 km, gồm 1 phường và 2 xã thuộc TP. Bạc Liêu.
Với lợi thế của vùng đất ven biển, cư dân trong phường Nhà Mát phần lớn sống bằng ngành nuôi trồng và đánh bắt thủy sản. Đặc biệt là mô hình nuôi tôm quảng canh. Người dân trong phường cũng sống bằng nghề trồng rau. Phường cũng tổ chức những đội thuyền cá đánh bắt xa bờ. Kinh tế phường kết hợp các ngành nghề kinh tế biển gắn với du lịch với nhiều địa điểm tham quan. Khu chợ thương mại nổi tiếng là khu chợ Ngã tư Nhà Mát, là một chợ hải sản, buôn bán nhiều loài thủy sản đặc trưng như ba khía, cá thòi lòi, ruốc,... và các sản phẩm cá cơm và ruốc sấy. Trung bình có từ 20.000 đến 50.000 lượt khách du lịch đến tham quan phường Nhà Mát hằng năm.

## Văn hóa - du lịch

### Khu du lịch Nhà Mát
Khu du lịch Nhà Mát nằm gần biển, cách trung tâm thành phố Bạc Liêu 7 km, là khu du lịch đầu tư với số vốn hơn 2.500 tỷ đồng, có bãi biển nhân tạo lớn nhất vùng đồng bằng sông Cửu Long. Khu có diện tích hơn 20 ha, gồm 3 khu: Khu trung tâm thương mại và khách sạn, Khu du lịch - dịch vụ, Khu công viên và dịch vụ công cộng. Biển nhân tạo với tên gọi Tiên Rồng gồm diện tích mặt nước và bãi cát khoảng 10.000 m². Khu chính thức hoạt động từ năm 2014.
Đây cũng là địa điểm tổ chức Festival Đờn ca tài tử.
Địa điểm của khu du lịch nằm gần Quán Âm Phật Đài.

### Vườn chim Bạc Liêu
Vườn chim Bạc Liêu hay còn gọi là sân chim Bạc Liêu, là mảng rừng còn sót lại của thảm rừng ngập mặn rộng lớn trước đây. Vườn chim rộng 385 ha (gần 4 km²), trong đó 19 ha là rừng nguyên sinh.
Vườn có 13 quần xã thực vật, bao gồm: 181 loài thực vật bậc cao thuộc 145 chi của 60 họ; trong đó có 23 loài đại diện cho hệ thực vật rừng ngập mặn, 16 loài cây tham gia rừng ngập mặn,...
Vườn là nơi cư trú của khoảng 46 loài chim, như: giang sen, cốc đế nhỏ, bồ nông chân xám, cò lạo Ấn Độ, điên điển, cò đuôi cụt bụng đỏ, cò sả hung,... được ghi vào sách đỏ. Có 150 loài động vật khác, gồm 58 loài cá, 7 loài ếch nhái, 10 loài có vú, 8 loài bò sát,... tạo thành một quần thể động, thực vật phong phú, đa dạng về mặt sinh học.

### Thiền viện Trúc Lâm Bạc Liêu
Thiền viện Trúc Lâm Bạc Liêu nằm trên đường Cao Văn Lầu, cách trung tâm thành phố Bạc Liêu 8 km về phía biển, xây từ 2016, trên diện tích 18 ha. Công trình xây dựng theo kiến trúc của thời Lý, Trần. Toàn bộ công trình được làm bằng gỗ lim và đá Thanh Hóa. Sau 3 năm xây dựng đã hoàn thành một nửa các hạng mục như: Cổng tam quan, Chánh điện, Nhà tổ, Gác chuông,...

## Hình ảnh

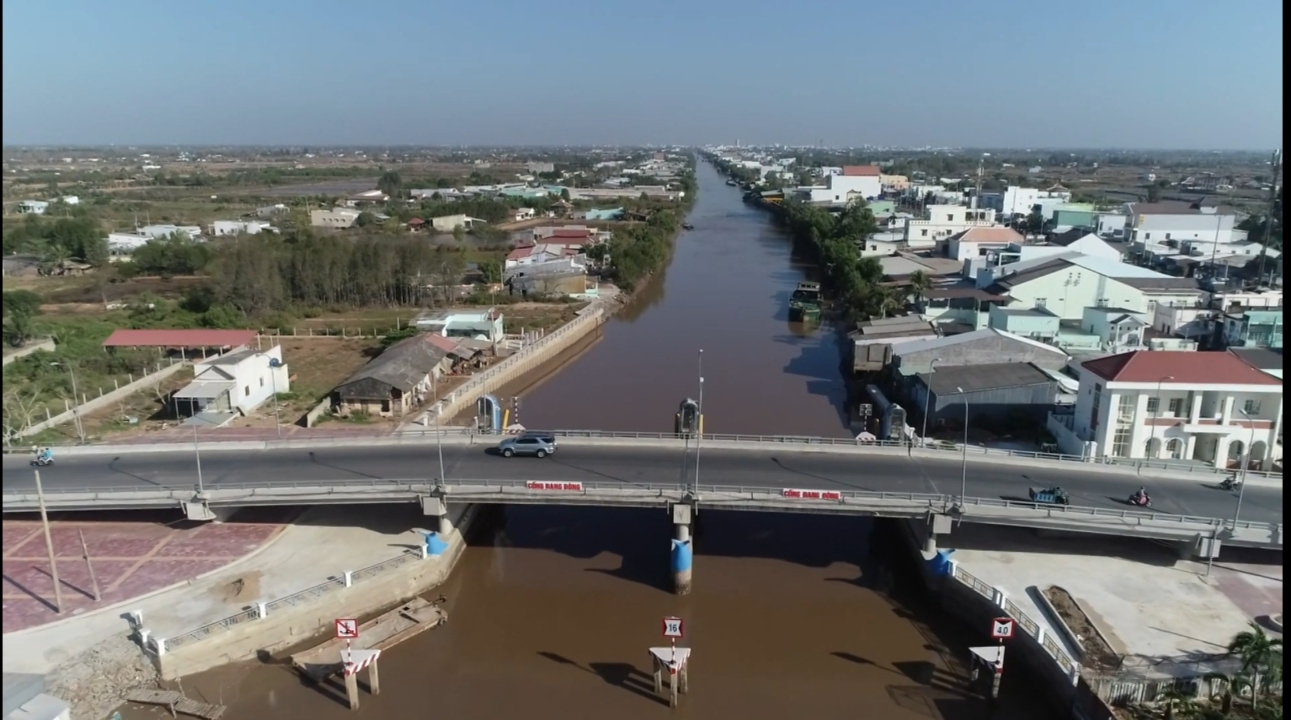
Cống Nhà Mát
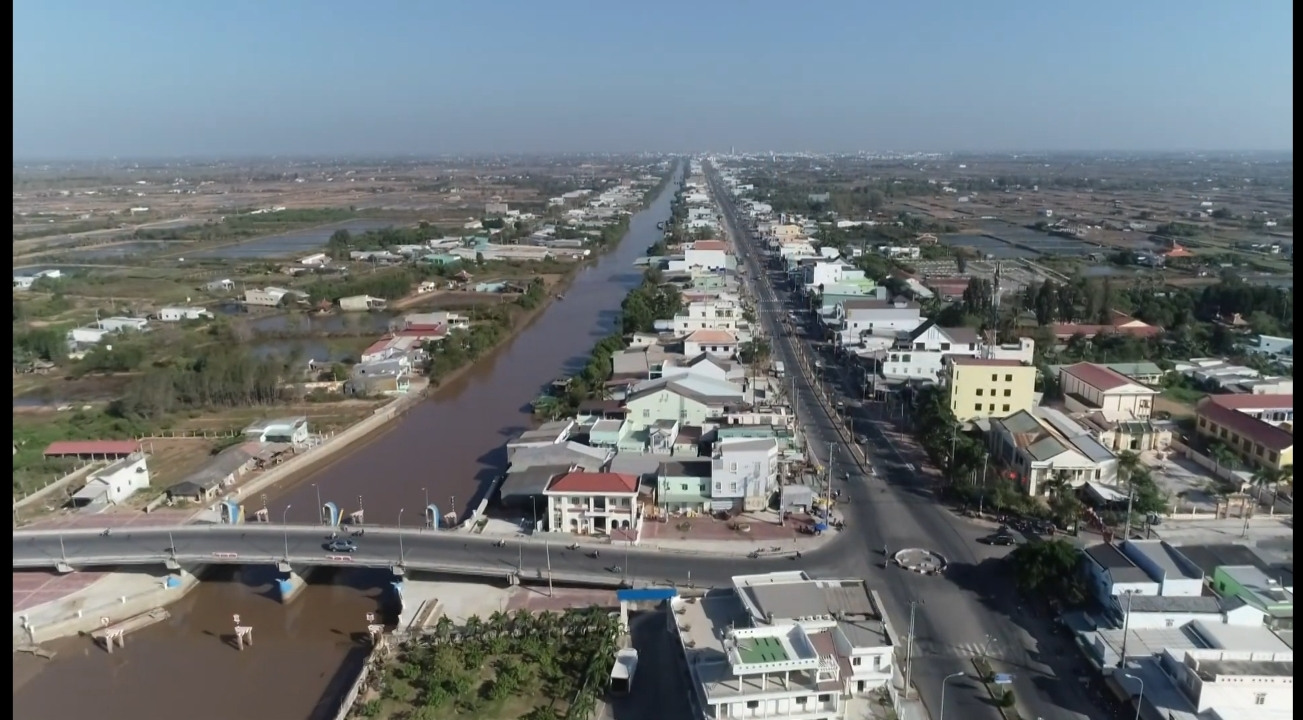
Một góc phường Nhà Mát
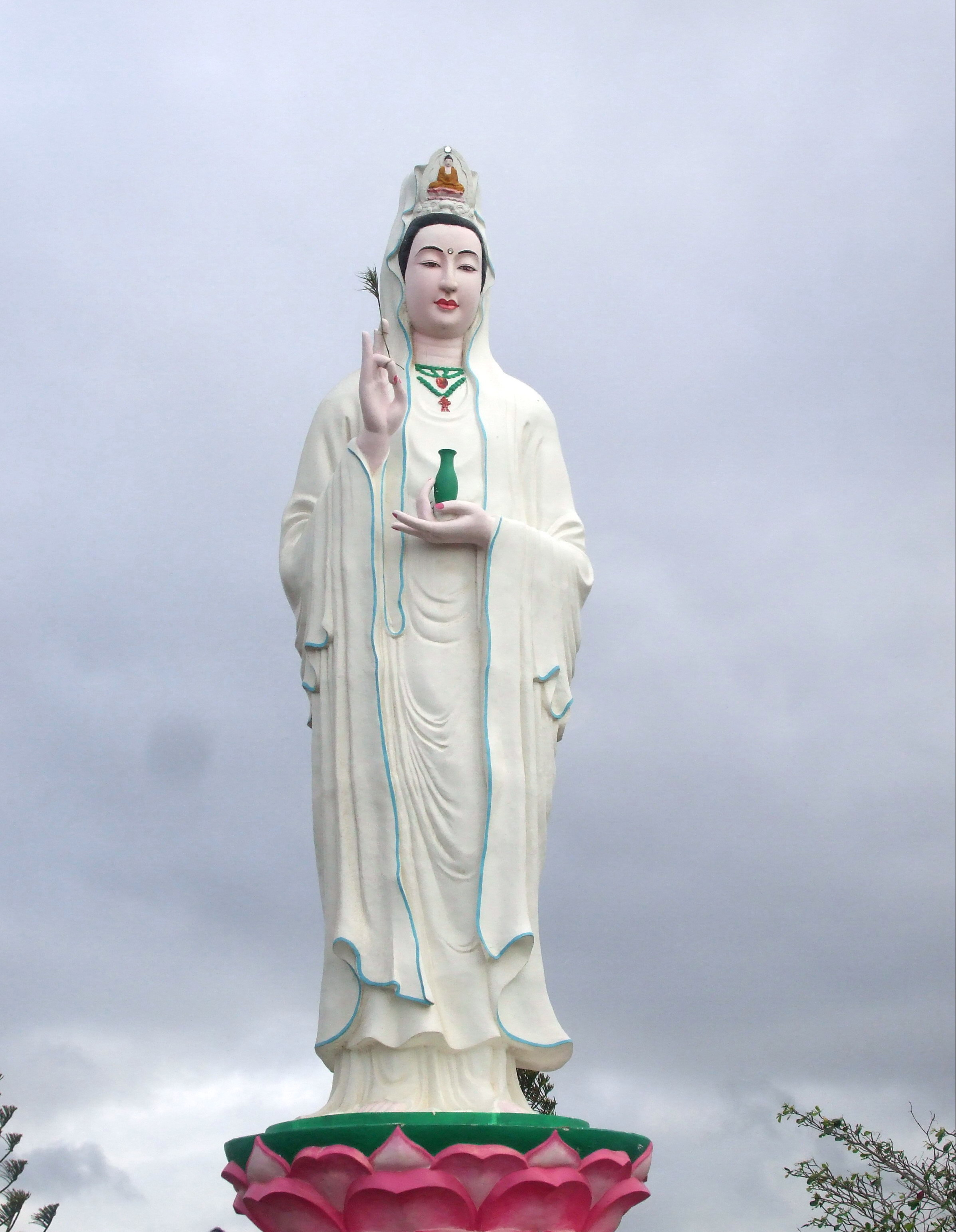
Tượng Quán Thế Âm cao 11m
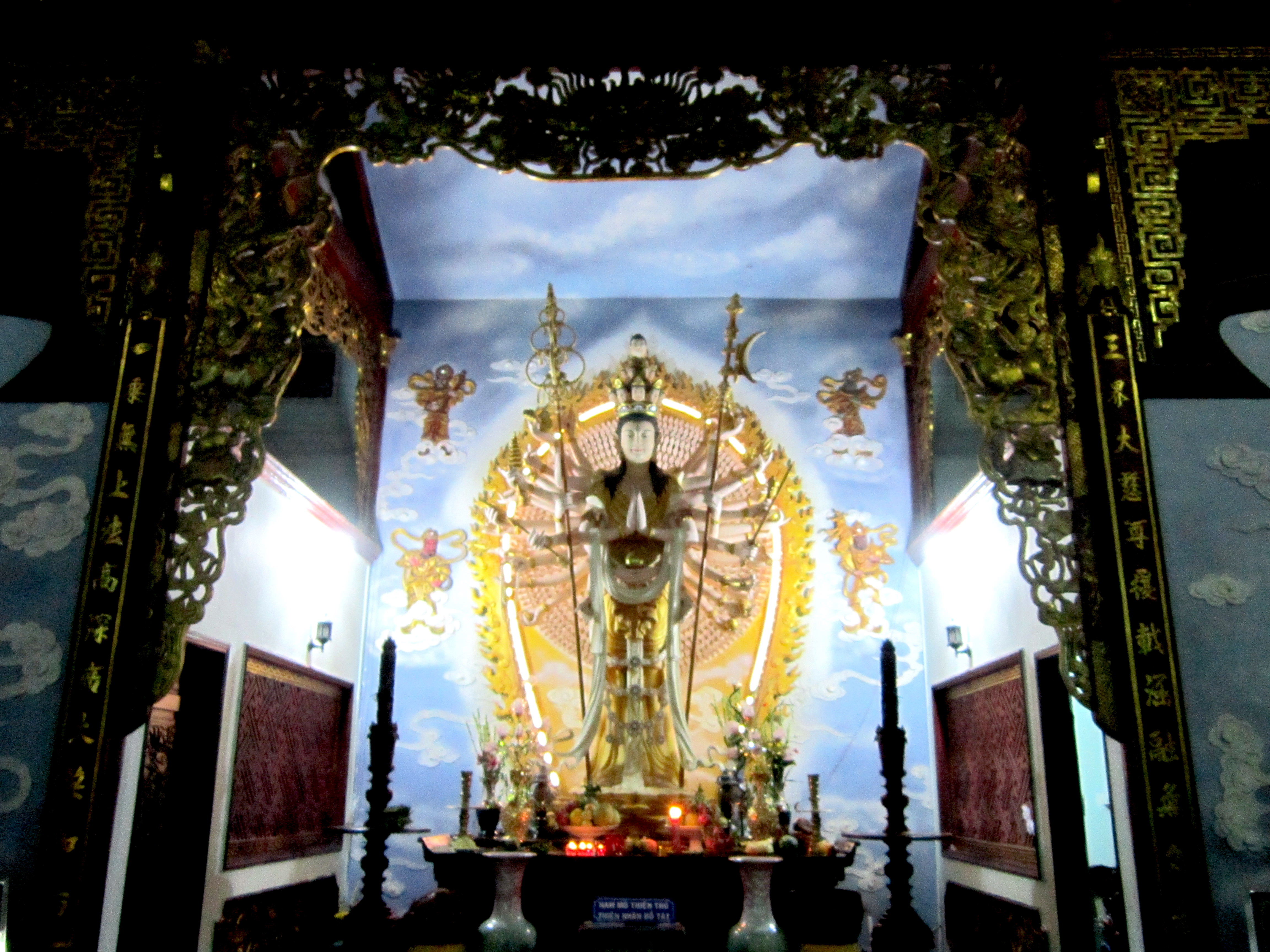
Tượng Thiên Thủ Quán Âm
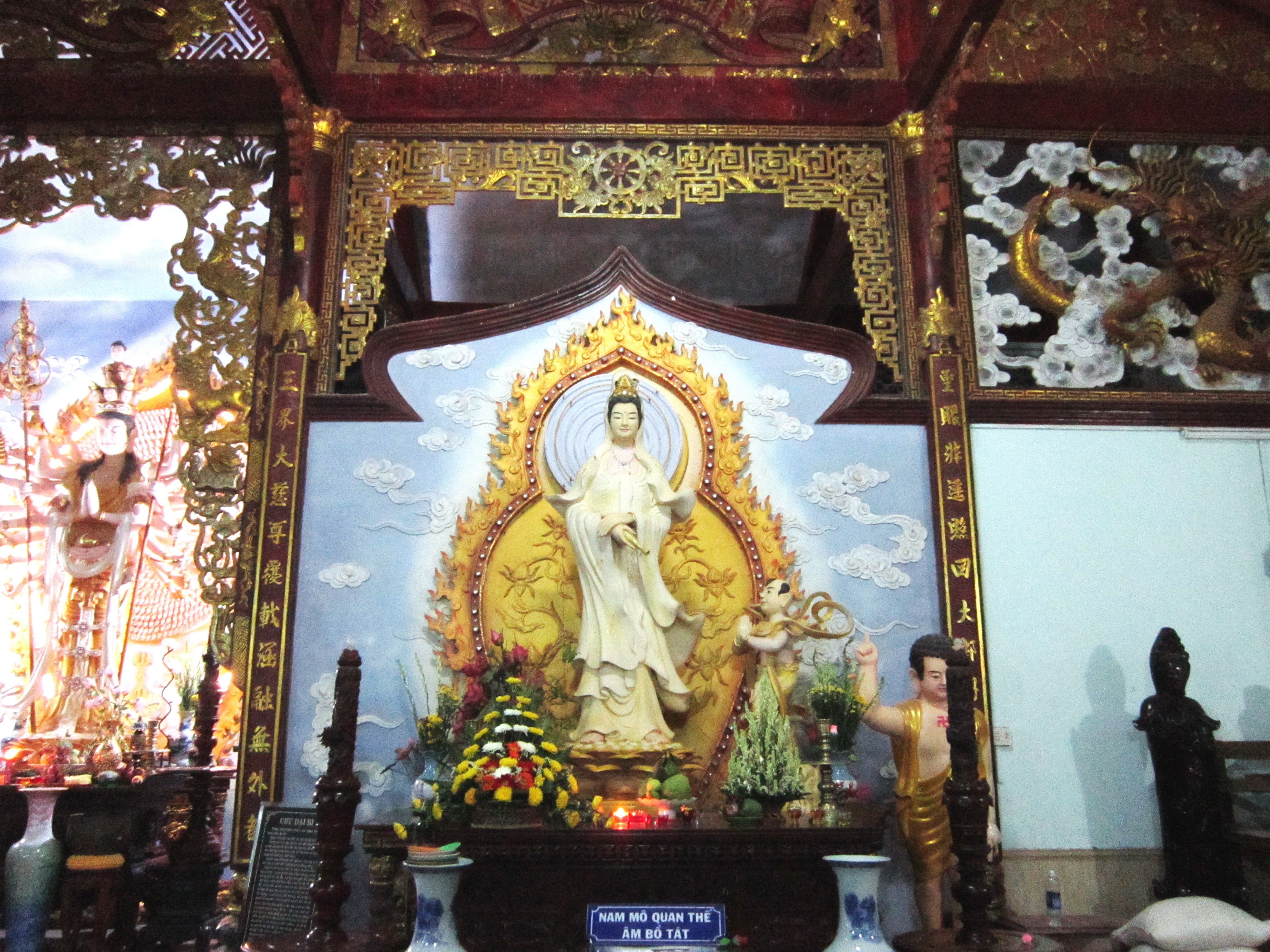
Tượng Quán Thế Âm trong điện Thiên Thủ
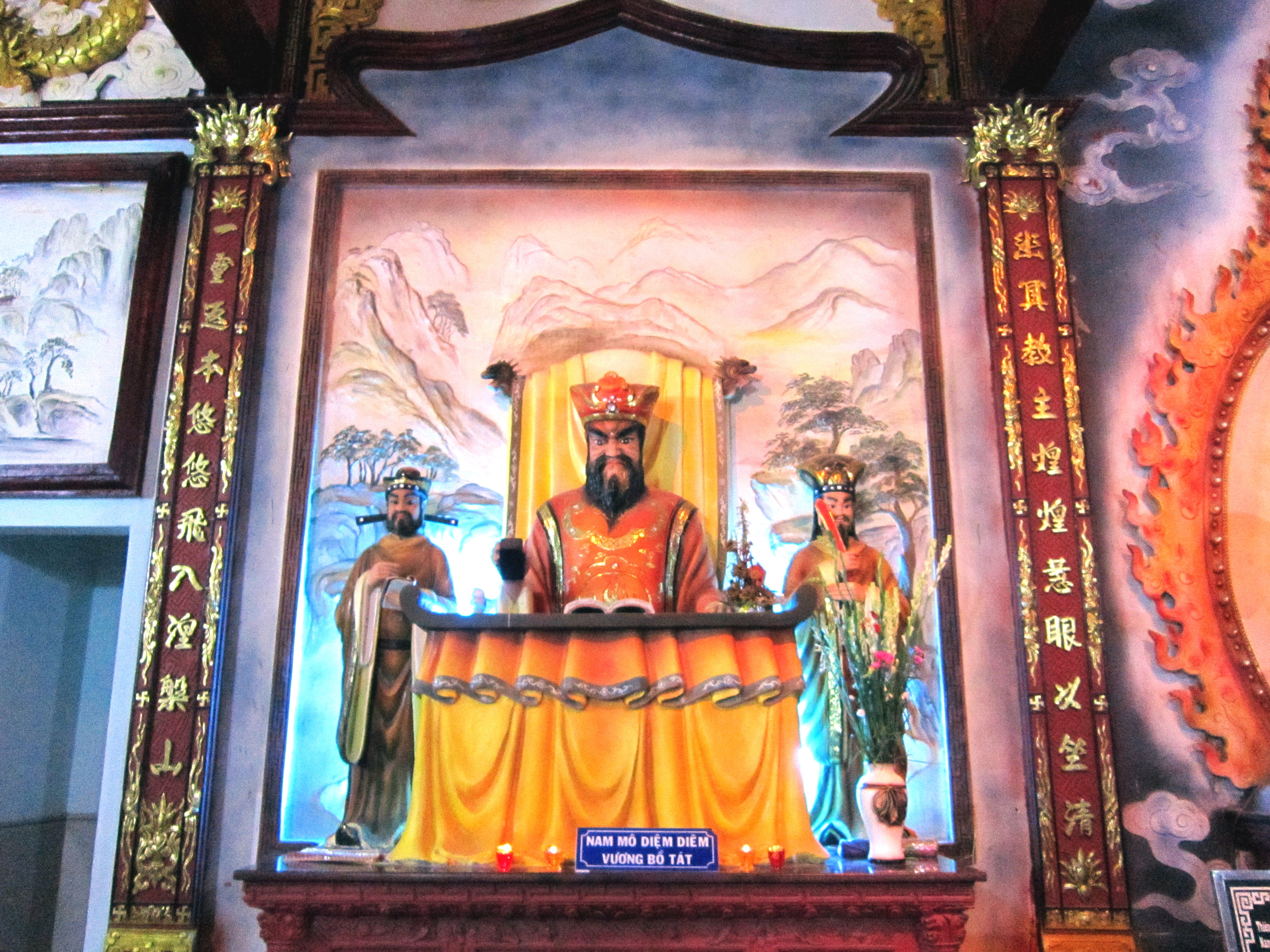
Tượng Diệm Diêm Vương trong điện Địa Tạng